# CODOG

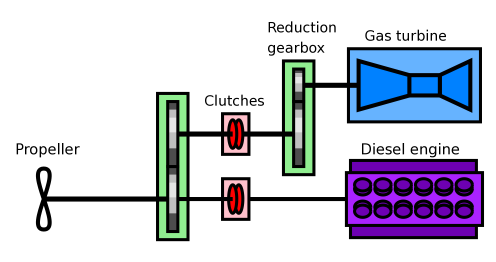

CODOG (англ. (Combined Diesel or Gas,  Комбіновані дизель або газ) - тип комбінованої морської енергетичної установки для кораблів, які потребують максимальної швидкості, більшої, ніж крейсерська, і переважно застосовуються у сучасних військових кораблях, таких як фрегати та корвети.
У цій системі гребні гвинти можуть приводитись у рух або дизельним двигуном для економного руху на крейсерській швидкості, або газовою турбіною для руху на максимальній швидкості. Але одночасна робота обох двигунів неможлива, на відміну від системи CODAG. Завдяки цьому відпадає необхідність у складних і потенційно ненадійних передаточних механізмах.
Але, з іншого боку, газова турбіна повинна мати більшу максимальну потужність для досягнення максимальної швидкості.

## Кораблі, на яких використовується система CODOG
- MGB 2009, модифіковані моторні артилерійські човни ВМС Великої Британії (1947)
- Німецькі торпедні катери Pfeil та Strahl (1963-65)
- Моторні артилерійські човни типу «Ешвілл» (англ. Asheville-class gunboat) ВМС США ( 1966-1971)
- Катери типу «Гамільтон» (англ. Hamilton-class cutter) Берегової охорони США (з 1967 р.)
- Фрегати типу «Галіфакс» ВМС Канади
- Фрегати типу «Бремен» ВМС Німеччини
- Фрегати типу «Бранденбург» ВМС Німеччини
- Сторожові кораблі типу «Gregorio del Pilar» ВМС Філіппін
- Фрегати типу «Анзак» ВМС Австралії та ВМС Нової Зеландії
- Фрегати та корвети типу «МЕКО»
- Фрегати типу «Peder Skram» ВМС Данії
- Корвети типу «Pohang» ВМС Республіки Корея
- Корвети типу «Вісбю» ВМС Швеції
- Фрегати типу «Шивалік» ВМС Індії
- Фрегати типу «Нітерой» ВМС Бразилії
- Ескадрені міноносці типу «Орідзонте» ВМС Італії та ВМС Франції
- Ракетні кораблі проєкту 11661 ВМС Росії тв ВМС В'єтнаму
- Ескадрені міноносці типу 052C ВМС Китаю